# محافظة سيكونغ
محافظة سيكونغ (لاو:ເຊກອງ) و (بالإنجليزية: Sekong)‏ هي محافظة تابعة لجمهورية لاوس الديموقراطية الشعبية تقع جنوب شرق لاوس، يرجع تاريخ إنشاء المحافظة إلى العام 1984 عندما تم استقطاعها من محافظة سالافان تشترك المحافظة بالحدود معا فيتنام من الشرق ومن الغرب محافظة تشامباساك	ومن الشمال تجاور محافظة سالافان ومن الجنوب محافظة أتابيو.

## التقسيمات الادارية
- تنقسم المحافظة إلى 4 مناطق إدارية كمقاطعات (بلديات)

| 1. مقاطعة داكتشيونج 2. مقاطعة كالوم 3. مقاطعة لامم 4. مقاطعة ثاتينج |